# Нигматуллинский сельсовет
Нигматуллинский сельсовет — муниципальное образование в муниципальном районе Альшеевский район Республики Башкортостан Российской Федерации.
Согласно «Закону о границах, статусе и административных центрах муниципальных образований в Республике Башкортостан» имеет статус сельского поселения.

## История
Законом Республики Башкортостан «Об изменении границ и объединении отдельных сельских поселений в Республике Башкортостан» от 19 ноября 2008 года № 50-З Нигматуллинский сельсовет был объединен с Байдаковским сельсоветом в Нигматуллинский сельсовет с административным центром в селе Нигматуллине.

## Население
| 2002 | 2009  | 2010 | 2012 | 2013 | 2014 | 2015 |
| ---- | ----- | ---- | ---- | ---- | ---- | ---- |
| 1112 | ↘1013 | ↘958 | ↘932 | ↘905 | ↘851 | ↘824 |
| 2016 | 2017  | 2018 | 2019 | 2020 |      |      |
| ↘814 | ↘779  | ↘754 | ↘714 | ↘688 |      |      |

## Состав сельского поселения
| № | Населённый пункт | Тип населённого пункта       | Население |
| - | ---------------- | ---------------------------- | --------- |
| 1 | Нигматуллино     | село, административный центр | ↘553      |
| 2 | Байдаковка       | село                         | ↗218      |
| 3 | Нефорощанка      | село                         | ↘173      |
| 4 | Беляковка        | деревня                      | ↗14       |